# شباس الشهداء
شباس الشهداء، قرية رئيسية تابعة لمركز دسوق التابع لمحافظة كفر الشيخ في جمهورية مصر العربية.

## الموقع الجغرافي
تقع شباس الشهداء جنوب شرق مركز دسوق حيث يحدها:
- من الشمال: سنهور المدينة بمركز دسوق.
- من الشرق: البكاتوش بمركز قلين.
- من الغرب: كفر مجر بمركز دسوق.
- من الجنوب: محلة دياي بمركز دسوق.

## أصل التسمية والتاريخ
شباس الشهداء كانت مدينة من المدن القديمة، اسمها القديم كاباسا، والرومي جباسيوس، والآشوري شاباش، ثم أصبحت بعد الفتح الإسلامي لمصر شباس. ثم وأضيف لها اسم سنهور، فأصبحت شباس سنهور لمتاخمتها لقرية سنهور المدينة. وتتابعت الإضافات لاسم شباس، فذكرها ياقوت الحموي باسم شباس سنقر، أما ابن مماتي ذكرها باسم شباس المدينة، وقد استقر الاسم على شباس الشهداء بعد الاحتلال الفرنسي لمصر (1798 - 1801) لسقوط عدد كبير من الشهداء من أهالي القرية لمواجهتم في معركة ضد الجيش الفرنسي بقيادة نابليون بونابرت ليفتحوا الطريق لاحتلال مدينة دسوق. وأصبحت بهذا الاسم رسمياً منذ عام 1228 هـ/1813 م في عهد محمد علي باشا والي مصر.
وقد ذكرها علي مبارك في كتابه الخطط التوفيقية، حيث ذكر أنها قرية في مديرية الغربية بقسم سمنود، وأن أغلب أبنيتها بالطوب الأحمر وبعضها من طابقين، وبها مسجدان قديمان أحدهما بمئذنة، وبها أيضاً أربع زوايا للصلاة، ومعمل دجاج تابع لأبعادية السيدة «هوشيار» والدة الخديوي إسماعيل. كما أن بها بستانين بأحدهما عدد من المقامات، وجملة مساحة أراضي القرية 2391 فداناً، وبها ساقيتان لري الأرض، ويزرع أهلها القطن والقمح وباقي الحبوب.

## التقسيم الإداري

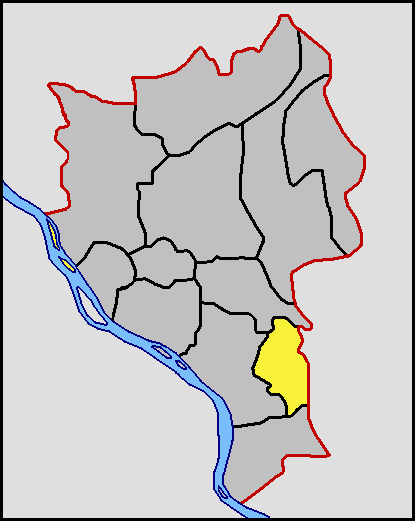
موقع الوحدة المحلية بشباس الشهداء بالنسبة لمركز دسوق.

شباس الشهداء عاصمة الوحدة المحلية، لا يتبعها أي قرى فرعية، ولكن يتبعها 4 عزب هي:
- نصف أول
- نصف ثاني
- كفر الشراعنة
- البيضا

## السكان

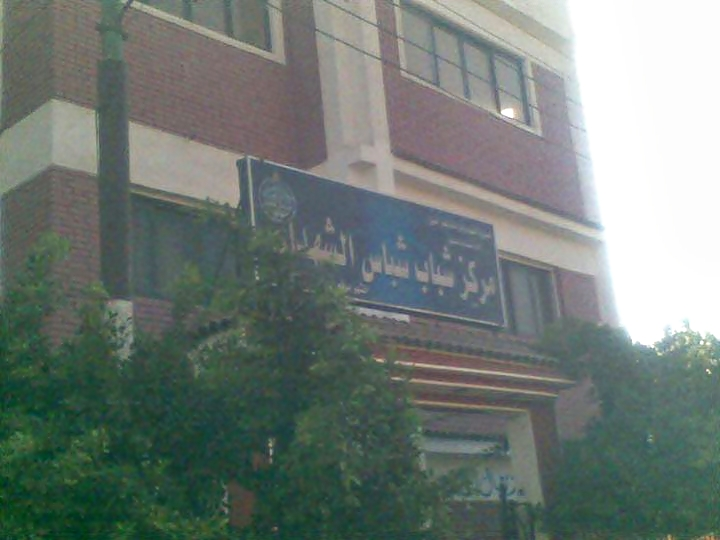
مركز شباب شباس الشهداء.

بلغ عدد سكان شباس الشهداء 28,628 نسمة، حسب الإحصاء الرسمي لعام 2006. وبحسب الإحصاء التقديري لعام 2009، أصبح عدد سكانها 32,191 نسمة.